# Victor Del Corral Morales
Victor Del Corral Morales né le 13 mai 1980 à Barcelone est un triathlète professionnel espagnol. Multiple vainqueurs de compétitions internationales de triathlon, il pratique également avec succès le cross triathlon et le duathlon.

## Biographie

### Jeunesse
Victor Del Corral Morales pratique dans son enfance le football et la natation, et s'adonne plus sérieusement dès l'âge de 13 ans à la pratique du vélo tout terrain avec ses frères sous les directives de son père, passionné de cyclisme. Il pratique pleinement ce sport, jusqu’à l'âge 19 ans obtient plusieurs titres régionaux. Il  arrête momentanément pour mener ses études. Il reprend deux années plus tard, et découvre le duathlon, mais ses études secondaires le tienne encore éloigné de la pratique sportive intensives. En 2004, il reprend le sport de compétition et se consacre plus particulièrement au triathlon et au duathlon.

### Carrière en triathlon et duathlon
Jusqu'en 2009, Victor Del Corral Morales remporte des succès nationaux en duathlon, cross duathlon et en VTT, mais reste semi-professionnel en conservant son emploi à l'Université de Barcelone. Il est sélectionné par la fédération nationale et participe aux championnats du monde et d’Europe de duathlon où il obtient quelques bons résultats. Il fait le choix de devenir triathlète professionnel en 2010. Il remporte cette année deux titres de champion d'Espagne en duathlon et cross duathlon, mais également le championnat national en cross triathlon, ainsi que le titre de vice-champion d'Europe de cette spécialité. 
En 2010, il prend part à son premier triathlon XXL, sur l'Embrunman en France, il monte sur la troisième marche du podium et réitère cette performance en 2011 après avoir remporté le triathlon EDF Alpe d'Huez longue distance. L'année 2011 voit sa victoire sur les championnats d'Europe de cross triathlon, et le voit monter sur les secondes marches des championnats du monde et d'Europe de duathlon.
Il remporte son premier succès international sur Ironman en 2012, en triomphant sur l'Ironman Lanzarote et prend cette même année la seconde place de l’Embrunman. S'adonnant complètement au triathlon longue distance, il remporte les éditions 2013 de l'Ironman Floride, l'Ironman Arizona aux États-Unis.
Après être passé tout prés de la victoire en 2014 et 2015, où il finit sur la seconde place du podium, Dubaï (émirat) Victor Del Corral  remporte en 2016, l'Ironman France, un titre qu'il convoite depuis plusieurs années. 
La partie natation fut emmenée par les Français Robin Pasteur et Kevin Rundstadler qui ont dès le début imposés un rythme élevé à la compétition. Victor Del Corral pointe pour sa part à cinq minutes de ce groupe lors de la première transition. Le parcours vélo continue sur un rythme très élevé et Kevin Rundstadler conserve les commandes. Au kilomètre 68, Bertrand Billard porte son effort pour creuser des écarts avec le groupe de chasse et prend les commandes de la course au 111e kilomètre, avance qu'il ne cède pas jusqu'au retour au parc,  pour la seconde transition, suivi de près par James Cunnama. Victor Del Corral à plus de sept minutes du Français maintient son rythme et les écarts en maitrisant cette partie en préparation du marathon,.
Dès le début de la course à pied, Bertrand Billard cède du terrain au Sud-Africain James Cunnama qui réduit les écarts dans les cinq premiers kilomètres, Victor Del Corral qui fait montre d'une grande fraicheur réalise un bon début de marathon et ramène à cinq minutes son retard sur la tête de course. Il réduit peu à peu les écarts et prend la tête de l'épreuve dans les derniers dix kilomètres, alors que le Français, privé d'énergie au passage du semi-marathon, abandonne. Victor Del Corral résiste à la pression du Sud-Africain qui le talonne jusqu’à la ligne d'arrivée, qu'il franchit avec 35 secondes d'avance sur ce dernier.

## Palmarès
Les tableaux présentent les résultats les plus significatifs (podium) obtenus sur le circuit international de triathlon et de duathlon depuis 2010.
| Année | Compétition                  | Pays       | Position           | Temps           |
| ----- | ---------------------------- | ---------- | ------------------ | --------------- |
| 2019  | Natureman                    | France     | Médaille d'or      | 4 h 35 min 3 s  |
| 2016  | Ironman France               | France     | Médaille d'or      | 8 h 30 min 0 s  |
| 2015  | Embrunman                    | France     | Médaille d'argent  | 9 h 56 min 49 s |
| 2015  | Ironman France               | France     | Médaille d'argent  | 8 h 30 min 0 s  |
| 2014  | Ironman France               | France     | Médaille d'argent  | 8 h 37 min 23 s |
| 2014  | Ironman 70.3 Lanzarote       | Espagne    | Médaille d'argent  | 4 h 4 min 22 s  |
| 2014  | Ironman 70.3 Pescara         | Italie     | Médaille d'argent  | 3 h 48 min 49 s |
| 2013  | Ironman 70.3 Lanzarote       | Espagne    | Médaille d'or      | 4 h 6 min 42 s  |
| 2013  | Ironman Tempe                | États-Unis | Médaille d'or      | 8 h 2 min 0 s   |
| 2013  | Ironman Floride              | États-Unis | Médaille d'or      | 7 h 53 min 12 s |
| 2013  | Challenge Fuerteventura      | Espagne    | Médaille d'argent  | 4 h 1 min 41 s  |
| 2012  | Embrunman                    | France     | Médaille d'argent  | 9 h 48 min 3 s  |
| 2012  | Ironman Lanzarote            | Espagne    | Médaille d'or      | 8 h 44 min 40 s |
| 2011  | Triathlon EDF Alpe d'Huez XL | France     | Médaille d'or      | 5 h 51 min 52 s |
| 2010  | Embrunman                    | France     | Médaille de bronze | 10 h 3 min 22 s |

| Année | Compétition                     | Pays     | Position | Temps           |
| ----- | ------------------------------- | -------- | -------- | --------------- |
| 2012  | Championnat d'Europe (Den Haag) | Pays-Bas |          | timing          |
| 2011  | Xterra France (Xonrupt)         | France   |          | 2 h 56 min 34 s |
| 2011  | Championnat d'Europe (Visegrad) | Hongrie  |          | 1 h 44 min 20 s |
| 2011  | Championnat d'Europe (Limerirk) | Irlande  |          | 1 h 40 min 36 s |
| 2010  | Championnat d'Europe (Myjava)   | Malaisie |          | 2 h 24 min 3 s  |
| 2010  | Xterra France (Xonrupt)         | France   |          | 2 h 53 min 25 s |

| Année | Compétition                                 | Pays    | Position | Temps           |
| ----- | ------------------------------------------- | ------- | -------- | --------------- |
| 2011  | Championnats du monde de duathlon           | Espagne |          | 1 h 51 min 29 s |
| 2011  | Championnat d'Europe de duathlon (Limerick) | Irlande |          | timing          |
| 2010  | Championnats d'Europe de duathlon           | France  |          | Cl-Général      |